# УПАБ-1500Б

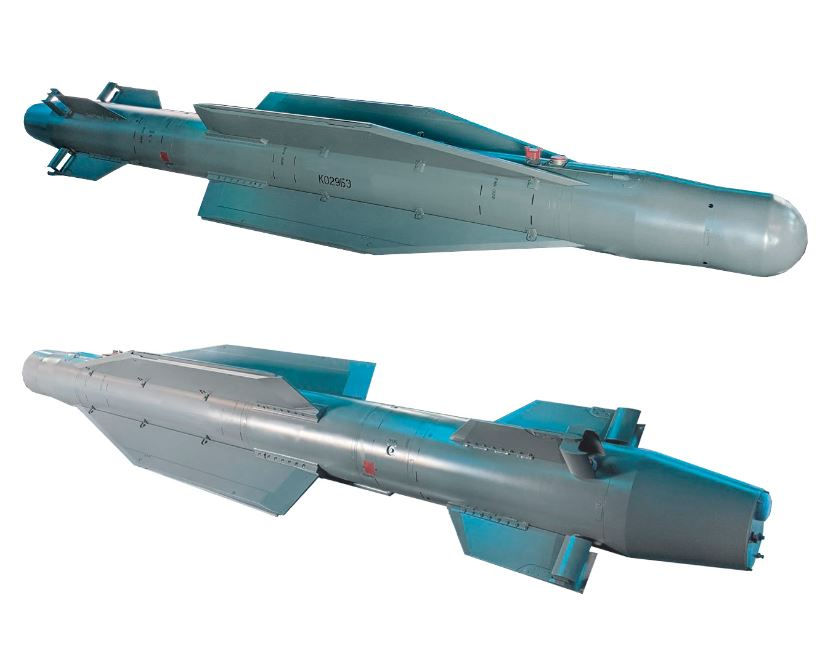
Управляемая планирующая авиационная бомба УПАБ-1500Б-Э

УПАБ-1500Б — управляемая планирующая авиационная бомба весом 1500 кг. Производитель — АО "ГНПП «Регион»" (дочернее предприятие Корпорации «Тактическое ракетное вооружение» — КТРВ), Россия. Применяется в составе комплексов вооружения самолетов фронтовой авиации — истребителей-бомбардировщиков и штурмовиков. Имеет экспортный вариант — УПАБ-1500Б-Э (К029БЭ).

## Описание
УПАБ-1500Б впервые была представлена на Московском авиационно-космическом салоне МАКС-2019. Бомба предназначена для поражения наземных и надводных малоразмерных прочных и особопрочных целей типа усиленных железобетонных укрытий, командных пунктов, железнодорожных мостов, боевых кораблей, транспортных судов, и др. После сброса летит по планирующей траектории, что позволяет достичь дальности от точки сброса до 50 км.
Система наведения инерциально-спутниковая. Рулевой привод газовый, питание от воздушного баллона. Источник электропитания бортовых систем — тепловая батарея. Боевая часть — фугасно-бронебойная. Взрыватель контактный с тремя режимами задержки детонации. Бомба имеет Х-образные крылья в средней части корпуса, а также стабилизирующие хвостовые ребра как X-образной конфигурации, так и в форме планки с ограниченным треугольником. К задней кромке хвостового оперения прикреплены поверхности управления со щелевым цилиндром.

### Технические характеристики бомбы УПАБ-1500Б-Э
- Длина: 5,05 м
- Диаметр: 0,4 м
- Полная масса: 1525 кг
- Масса боевой части: 1010 кг
- Максимальная дальность применения: до 50 км
- Высота применения: до 15 км
- Круговое вероятное отклонение — 10 м

## УПАБ-1500КР

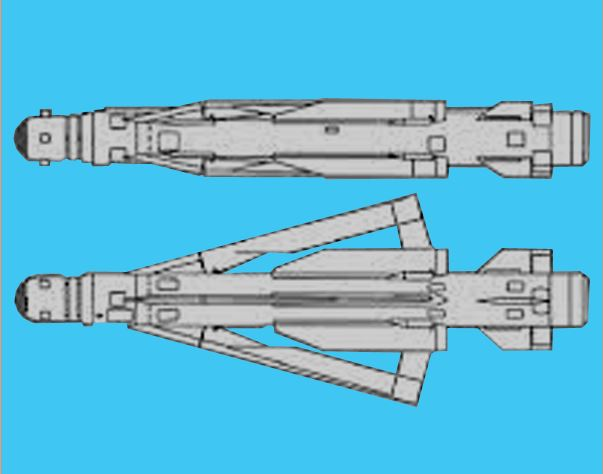
УПАБ-1500КР. Вверху: крылья сложены. Внизу — крылья разложены

В 2005 году сообщалось об испытаниях бомбы УПАБ-1500КР — варианта УПАБ-1500 с раздвижными крыльями. За счёт улучшения аэродинамических характеристик бомбы предполагалось достичь дальности до 70 км. На начальном этапе полета применялось телеуправление бомбой с борта бомбардировщика, на подлёте к цели включалась лазерная головка самонаведения. О дальнейшей судьбе проекта на начало 2023 года информации нет.